# Gladiator: Sword of Vengeance
Gladiator: Sword of Vengeance est un jeu vidéo de type hack 'n' slash développé par Acclaim Studios Manchester et édité par Acclaim Entertainment, sorti en 2003 sur Windows, PlayStation 2 et Xbox.

## Accueil
- Jeuxvideo.com : 11/20 (PS2)[1] - 11/20 (XB)[2] - 10/20 (PC)[3]